# 吉津トンネル
吉津トンネル（よしづトンネル）は、新潟県東蒲原郡阿賀町の磐越自動車道三川ICと安田ICの間にあるトンネル。三川ICと阿賀野川SAの間にある4連トンネルの一つで、三川IC方面から数えて1番目のトンネル。

## トンネル全長
- 上り線（いわき方面）：910m
- 下り線（新潟方面）：950m

## 隣
E49 磐越自動車道
(11)三川IC - 吉津トンネル - 西山トンネル - 長谷トンネル - 熊渡トンネル - 阿賀野川SA - 小松トンネル - 宝珠山トンネル - (12)安田IC